# 子どものための交響詩 ジャングル大帝
『子どものための交響詩 ジャングル大帝』は、冨田勲作曲、日本フィルハーモニー交響楽団演奏によるアルバム。

## 概要
手塚治虫の漫画『ジャングル大帝』の「冒頭部〜船から脱出したレオが泳いでアフリカにたどり着くまで」を題材として制作された音楽作品。いわゆるサウンドトラックではなく、本アルバムのために独立して作曲されている。『クシコス・ポスト』や『森のかじや』といった子どものための鑑賞曲という目的に沿って、制作当時の子どもにわかりやすい題材として『ジャングル大帝』を選んで交響詩化したものである。文部省（当時）の指導要領を踏まえた形で、小学生が楽器を学習する一助として構成されており、冒頭の曲で交響楽団が使用している楽器をナレーション（芥川比呂志による）入りで紹介しているのをはじめ、各曲もそれぞれメインとなっている楽器をライナーノーツで説明している。
第21回芸術祭奨励賞受賞作品。
1976年にはシンセサイザー音楽での成功で知名度が上がった冨田の作品として見直されてLPが再発売され、さらに2001年にはデジタルリマスターでCD化されている。
ステレオハイファイ録音による本LPアルバムは、1965年に放映開始された虫プロダクションによる日本初の毎週30分カラーTV番組『ジャングル大帝』の第1話のストーリーと音楽とを元にして大きく発展させ、大編成オーケストラ演奏による（部分的に効果音や音響編集も用いた）交響詩として完成させたものである。
LPジャケットの絵は手塚治虫によるものである。LPレコード版には、本アルバムのために音楽の表現する物語のあらすじや情景を水彩タッチで手塚自身が描いた絵本風の薄い冊子が含まれていたが、CD版では省かれている。同冊子の原画を元に復刻した絵本が、手塚治虫（作/絵）の『絵本 ジャングル大帝』（樹立社、2014年12月、ISBN 978-4-901769-73-0）として手塚の没後に発売された。
後の時代に、この録音を音源として新たにアニメーション映像を付けて製作された映像作品がVHS、LD、DVDを媒体として発売されたため、本作が映像に合わせて作ったサウンドトラック録音であると誤解される場合がある。

## クレジット
- 監修：手塚治虫
- 作曲：冨田勲
- ナレーター：芥川比呂志
- 効果：フリック・プロ
- 楽曲解説：服部正

- 指揮：石丸寛
- 演奏：日本フィルハーモニー交響楽団/日本合唱協会
- 構成：山本暎一/田代敦巳/藤本祐三
- 制作：木村英俊
- 録音：岡田則男

## 曲目
1(A)
1. 楽器の音色紹介 （いろいろながっき）
2. 雄大なジャングル （ジャングルの朝）
3. 動物たちの儀式 （動物たちのつどい）
4. かえり道 （かえり道）
5. ハンター現わる （ハンターがきた）
6. パンジャの出現 （パンジャのかつやく）
7. 平和なジャングル （動物たちのよろこび）
8. エライザ捕らわる （つかまったエライザ）
9. パンジャの死 （パンジャの死）

2(B)
1. 港と出航 （船につまれて）
2. レオの誕生 （レオのたんじょう）
3. エライザの話 （エライザの話）
4. あらしの海-そして次の朝- （あらしの海）
5. 3びきのおかしなさかなたち （ゆかいなさかなたち）
6. のこぎりざめ （のこぎりざめ）
7. 夕やけ空の渡り鳥-星になったママ- （星になったママ）
8. フィナーレ-アフリカアフリカ- （アフリカが見えた）

- 曲目はレコード盤 (CS-7015) のラベル記載を参考にしている。
- 括弧内の題名はジャケット裏面に記載されたもの。

## 楽器編成表
- フルート×1
- ピコロ×1
- オーボー×1
- イングリッシュホルン×1
- クラリネット×1
- バスクラリネット×1
- ファゴット（バスーン）×1
- コントラファゴット（ダブルバスーン）×1
- トランペット×3
- ホルン×4
- トロンボーン×2
- バストロンボーン×1
- チューバ×1

- ファーストバイオリン×12
- セカンドバイオリン×10
- ビオラ×8
- チェロ×6
- ベース×4
- ハープ×1
- チェレスタ×1
- ピアノ×1
- ティンパニ×1
- シンバル×1
- トムトム×1
- スネアドラム（小だいこ）×1
- ボンゴ×1

- コンガ×1
- クラベス（拍子木）×1
- ギロ×1
- カウベル×1
- タンブリン×1
- マラカス×1
- ドラ×1
- マリンバ×1
- シロホン×1
- グロッケン（鉄きん）×1
- ハワイアン・ギター×1

楽器の表記は本作の解説を踏襲している。

## 英語盤
英語盤『子どものための交響詩 ジャングル大帝』（KING OF THE JUNGLE - Symphonic Poem for Children）
- 日本コロムビア、LP、CZ-7019 (1979年2月)
- 作曲：冨田勲（Composed by Isao Tomita）
- 指揮：石丸寛（Conducted by Hiroshi Ishimaru）
- 演奏：日本フィルハーモニー交響楽団（Performed by Nippon Philharmonic Orchestra）
- 原作：手塚治虫（Original by Osamu Tezuka）
- 脚本：辻真先
- 英語台本：ピーター・エー・スパニオラ
- 日本語対訳付き

### 内容
PART1 1
1. MORNING IN THE JUNGLE （ジャングルの朝）
2. ANIMAL'S MORNING GREETING （動物たちのつどい）
3. ON THEIR WAY HOME （かえり道）
4. HUNTERS COME （ハンター現わる）
5. PANJA FIGHTS （パンジャのかつやく）
6. PEACE IN THE JUNGLE （平和なジャングル）
7. ELZA IS CAPTURED （エライザ捕わる）
8. THE DEATH OF PANJA （パンジャの死）

PART 2
1. ELIZA ON BOARD THE FREIGHTER （船につまれたエライザ）
2. THE BIRTH OF LEO （レオのたんじょう）
3. ELIZA'S TALE （エライザの話）
4. THE STORMY SEA （あらしの海）
5. THREE FUNNY FISH （3びきのおかしなさかなたち）
6. A SAW SHARK （のこぎりざめ）
7. MAMA TURNS INTO A STAR （星になったママ）
8. RETURN TO AFRICA （アフリカが見えた）